# James Bond
James Bond je literarni lik, ki ga je leta 1952 ustvaril angleški pisatelj Ian Fleming in ga pozneje uporabil kot protagonista v 12 romanih in 2 zbirkah krajših zgodb. Po njih so pri produkcijski hiši EON Productions ustvarili eno najuspešnejših filmskih franšiz vseh časov s 25 filmi, od katerih je No Time To Die (2021) najnovejši.
Poleg knjig in filmov je nastopal tudi v več stripih in računalniških igrah.

### Opis lika
Ideja za Jamesa Bonda je nastala v času hladne vojne, ko sta nasprotni velesili (Sovjetska zveza in Združene države Amerike) vohunili druga za drugo glede tehnologij in orožja. James Bond je karizmatični agent Britanske tajne službe MI6 s kodnim imenom 007, ki potuje po eksotičnih krajih in s svojo iznajdljivostjo ob pomoči visokotehnoloških naprav rešuje grožnje stabilnosti Britanskega imperija (v zadnjem času pa celotnega sveta). V vsakem delu uspešnih serij o Bondu ima agent 007 drugo dekle (Bondovo dekle), ki pa je velikokrat zaposlena pri kaki drugi tajni službi.

### Seznam uradnih filmov (produkcija EON Productions)
| Zaporedna številka v franšizi | Naslov                                                         | Leto | Igralec        | Režiser            | Skupni zaslužek (v am. dolarjih) | Proračun filma (v am. dolarjih) | Skupni zaslužek, upoštevajoč inflacijo** |
| ----------------------------- | -------------------------------------------------------------- | ---- | -------------- | ------------------ | -------------------------------- | ------------------------------- | ---------------------------------------- |
| 1                             | Dr. No                                                         | 1962 | Sean Connery   | Terence Young      | 59.600,000                       | 1.200,000                       | 469.498,013                              |
| 2                             | Iz Rusije z ljubeznijo (From Russia with love)                 | 1963 | Sean Connery   | Terence Young      | 78.900,000                       | 2.500,000                       | 613.408,824                              |
| 3                             | Goldfinger                                                     | 1964 | Sean Connery   | Guy Hamilton       | 124.900,000                      | 3.500,000                       | 958.506,774                              |
| 4                             | Operacija Grom (Thunderball)                                   | 1965 | Sean Connery   | Terence Young      | 141.200,000                      | 11.000,000                      | 1.066.396,190                            |
| 5                             | Samo dvakrat se živi (You only live twice)                     | 1967 | Sean Connery   | Lewis Gilbert      | 111.600,000                      | 9.500,000                       | 794.899,401                              |
| 6                             | V službi njenega veličanstva (On her majesty's secret service) | 1969 | George Lazenby | Peter R. Hunt      | 87.400,000                       | 7.000,000                       | 566.552,044                              |
| 7                             | Diamanti so večni (Diamonds are forever)                       | 1971 | Sean Connery   | Guy Hamilton       | 116.000,000                      | 7.200,000                       | 681.392,593                              |
| 8                             | Živi in pusti umreti (Live and let die)                        | 1973 | Roger Moore    | Guy Hamilton       | 161.800,000                      | 12.000,000                      | 866.941,892                              |
| 9                             | Mož z zlato pištolo (The man with the golden gun)              | 1974 | Roger Moore    | Guy Hamilton       | 97.600,000                       | 13.000,000                      | 470.974,442                              |
| 10                            | Vohun, ki me je ljubil (The spy who loved me)                  | 1977 | Roger Moore    | Lewis Gilbert      | 187.300,000                      | 28.000,000                      | 735.291,584                              |
| 11                            | Operacija vesolje (Moonraker)                                  | 1979 | Roger Moore    | Lewis Gilbert      | 210.300,000                      | 34.000,000                      | 689.123,554                              |
| 12                            | Samo za tvoje oči (For your eyes only)                         | 1981 | Roger Moore    | John Glen          | 202.800,000                      | 28.000,000                      | 530.760,396                              |
| 13                            | Octopussy                                                      | 1983 | Roger Moore    | John Glen          | 187.500,000                      | 27.500,000                      | 447.853,915                              |
| 14                            | Od tarče do smrti (A view to a kill)                           | 1985 | Roger Moore    | John Glen          | 157.800,000                      | 30.000,000                      | 348.890,520                              |
| 15                            | Dih smrti (The living daylights)                               | 1987 | Timothy Dalton | John Glen          | 191.200,000                      | 40.000,000                      | 400.409,155                              |
| 16                            | Dovoljenje za ubijanje (Licence to kill)                       | 1989 | Timothy Dalton | John Glen          | 156.200,000                      | 42.000,000                      | 299.677,258                              |
| 17                            | Zlato oko (GoldenEye)                                          | 1995 | Pierce Brosnan | Martin Campbell    | 353.400,000                      | 60.000,000                      | 551.665,748                              |
| 18                            | Jutri nikoli ne umre (Tomorrow never dies)                     | 1997 | Pierce Brosnan | Roger Spottiswoode | 346.600,000                      | 110.000,000                     | 513.745,421                              |
| 19                            | Vse in še svet (The world is not enough)                       | 1999 | Pierce Brosnan | Michael Apted      | 390.000,000                      | 135.000,000                     | 556.908,764                              |
| 20                            | Umri kdaj drugič (Die another day)                             | 2002 | Pierce Brosnan | Lee Tamahori       | 456.000,000                      | 142.000,000                     | 603.015,008                              |
| 21                            | Casino Royale                                                  | 2006 | Daniel Craig   | Martin Campbell    | 599.200,000                      | 150.000,000                     | 707.091,667                              |
| 22                            | Kvantum sočutja (Quantum of solace)                            | 2008 | Daniel Craig   | Marc Forster       | 586.090,687                      | 230.000,000                     | 647.603,491                              |
| 23                            | Skyfall                                                        | 2012 | Daniel Craig   | Sam Mendes         | 1.108.600,000                    | 200.000,000                     | 1.148.705,715                            |
| 24                            | Spectre                                                        | 2015 | Daniel Craig   | Sam Mendes         |                                  |                                 |                                          |
| 25                            | Ni čas za smrt (No Time to Die)                                | 2021 | Daniel Craig   |                    |                                  |                                 |                                          |
| Skupaj                        | Filmi 1-23                                                     |      |                |                    | 5.917.757,447                    | 1.323.000,000                   | 14.669.312,369                           |

### Seznam filmov, ki niso produkt produkcijske hiše EON Productions
| Zaporedna številka | Naslov                                        | Leto | Igralec      | Režiser                                                                         | Skupni zaslužek (v am. dolarjih) | Proračun filma (v am. dolarjih) | Skupni zaslužek, upoštevajoč inflacijo** |
| ------------------ | --------------------------------------------- | ---- | ------------ | ------------------------------------------------------------------------------- | -------------------------------- | ------------------------------- | ---------------------------------------- |
| 1                  | Casino Royale                                 | 1967 | David Niven  | Ken Hughes John Huston Joseph McGrath Robert Parrish Val Guest Richard Talmadge | 41.700,000                       | 12.000,000                      | 297.012,862                              |
| 2                  | Nikoli ne reci nikoli (Never Say Never Again) | 1983 | Sean Connery | Irvin Kershner                                                                  | 160.000,000                      | 36.000,000                      | 382.168,675                              |

** Inflacijske vrednosti na dan 17. junij 2014.

### Knjige in romani
Za leto 2022 je načrtovana izdaja trilogije knjig o Jamesu Bondu, avtorice Kim Sherwood, ki bo tako postala prva avtorica v tej seriji romanov.